# Episodi di Sweet Home
La prima stagione della serie televisiva Sweet Home, composta da dieci episodi, è stata interamente pubblicata sul servizio di streaming on demand Netflix il 18 dicembre 2020.
In Italia la serie è disponibile unicamente in lingua originale con sottotitoli in italiano.
| nº | Titolo originale | Titolo italiano | Pubblicazione    |
| -- | ---------------- | --------------- | ---------------- |
| 1  | Episode 1        | Episodio 1      | 18 dicembre 2020 |
| 2  | Episode 2        | Episodio 2      | 18 dicembre 2020 |
| 3  | Episode 3        | Episodio 3      | 18 dicembre 2020 |
| 4  | Episode 4        | Episodio 4      | 18 dicembre 2020 |
| 5  | Episode 5        | Episodio 5      | 18 dicembre 2020 |
| 6  | Episode 6        | Episodio 6      | 18 dicembre 2020 |
| 7  | Episode 7        | Episodio 7      | 18 dicembre 2020 |
| 8  | Episode 8        | Episodio 8      | 18 dicembre 2020 |
| 9  | Episode 9        | Episodio 9      | 18 dicembre 2020 |
| 10 | Episode 10       | Episodio 10     | 18 dicembre 2020 |